# Dun (xã)
Dun là một xã thuộc huyện Chư Sê, tỉnh Gia Lai, Việt Nam.
Xã Dun có diện tích 19,94 km², dân số năm 1999 là 3.462 người, mật độ dân số đạt 174 người/km².